# 30m hlídkové čluny Austal
30metrové hlídkové čluny Austal jsou třídou rychlých hlídkových lodí pobřežní stráže Trinidadu a Tobaga. Celkem bylo postaveno šest jednotek této třídy. Mezi jejich hlavní úkoly patří kontrola výhradní námořní ekonomické zóny země, kontrola námořní dopravy, monitoring životního prostředí, boj proti pašeráctví, nebo mise SAR.

## Stavba

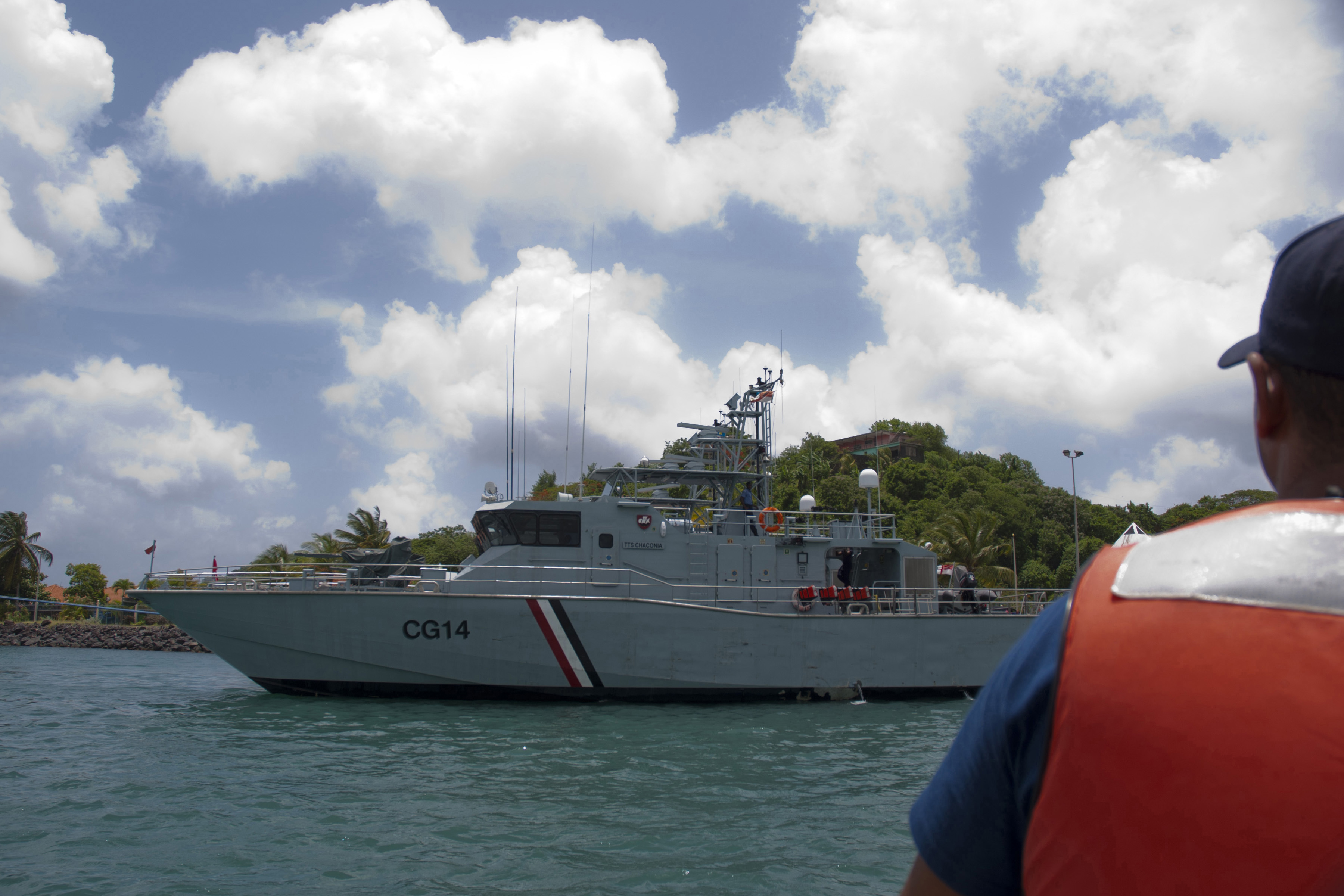
TTS Chaconia (CG14)

Vývoj a stavba šesti hlídkových lodí této třídy byly objednány v dubnu 2008 u australské loděnice Austal v Hendersonu v Západní Austrálii. Hodnota kontraktu dosáhla 64,3 milionů amerických dolarů. Jeho součástí byla rovněž údržba plavidel a výcvik posádek. Šestice plavidel dostala jména TTS Scarlet Ibis (CG11), TTS Hibiscus (CG12), TTS Hummingbird (CG13), TTS Chaconia (CG14), TTS Poui (CG15) a TTS Teak (CG16). Prototyp byl na vodu spuštěn v květnu 2009. První tři čluny byly dodány v září 2009 a všechna plavidla byla dodána do ledna 2010.

## Konstrukce
Plavidla jsou postavena ze slitin hliníku. Posádku tvoří 12 osob. Čluny mohou být vyzbrojeny jedním 20mm kanónem a třemi kulomety. Pohonný systém tvoří dva diesely MTU 16V 2000 M92, každý o výkonu 1630 kW, pohánějící dvoje vodní trysky Rolls-Royce Kamewa 56A3. Nejvyšší rychlost dosahuje 40 uzlů. Dosah je 1000 námořních mil při rychlosti 10 uzlů.